# Moldova i Eurovision Song Contest
Moldova debuterede i Eurovision Song Contest i 2005 og siden deltaget hvert år. Landets bedste placering er en sjetteplads, som blev opnået ved debuten i 2005 med gruppen Zdob Si Zdub og sangen "Boonika Bate Doba". Zdob Si Zdub repræsenterede landet igen i 2011 med sangen "So Lucky".
Siden debuten har Moldova opnået 3 top 10-placeringer, i 2005, 2007 og 2017 hvor sangen "Hey Mamma!" endte på en 3. plads. Landet har imidlertid været i finalen hvert år, undtagen 5: i 2008 og fra 2014 til 2016.

## Repræsentant
Nøgle
     Vinder
     Anden plads
     Tredje plads
     Sidste plads
     Deltager valgt, men konkurrerede ikke
| År                 | Kunstner                        | Sang                | Sprog            | Oversættelse               | Finale             | Point              | Semi               | Point              |
| ------------------ | ------------------------------- | ------------------- | ---------------- | -------------------------- | ------------------ | ------------------ | ------------------ | ------------------ |
| 2005               | Zdob și Zdub                    | "Boonika Bate Doba" | Engelsk, rumænsk | Bedstemor slår på tromme   | 6                  | 148                | 2                  | 207                |
| 2006               | Arsenium & Natalia Gordienko    | "Loca"              | Engelsk, spansk  | Gal                        | 20                 | 22                 | Top 10 året før    | Top 10 året før    |
| 2007               | Natalia Barbu                   | "Fight"             | Engelsk          | Kæmp                       | 10                 | 109                | 10                 | 91                 |
| 2008               | Geta Burlacu                    | "A Century of Love" | Engelsk          | Et kærlighedens århundrede | Ikke kvalificeret  | Ikke kvalificeret  | 12                 | 36                 |
| 2009               | Nelly Ciobanu                   | "Hora din Moldova"  | Rumænsk, engelsk | Dans fra Moldova           | 14                 | 68                 | 5                  | 106                |
| 2010               | SunStroke Project & Olia Tira   | "Run Away"          | Engelsk          | Løb væk                    | 22                 | 27                 | 10                 | 52                 |
| 2011               | Zdob și Zdub                    | "So Lucky"          | Engelsk          | Så heldig                  | 12                 | 97                 | 10                 | 54                 |
| 2012               | Pasha Parfeny                   | "Lăutar"            | Engelsk          | Spillemand                 | 11                 | 81                 | 5                  | 100                |
| 2013               | Aliona Moon                     | "O mie"             | Rumænsk          | Tusinde                    | 11                 | 71                 | 4                  | 95                 |
| 2014               | Cristina Scarlat                | "Wild Soul"         | Engelsk          | Vild sjæl                  | Ikke kvalificeret  | Ikke kvalificeret  | 16                 | 13                 |
| 2015               | Eduard Romanjuta                | "I Want Your Love"  | Engelsk          | Jeg vil have din kærlighed | Ikke kvalificeret  | Ikke kvalificeret  | 11                 | 41                 |
| 2016               | Lidia Isac                      | "Falling Stars"     | Engelsk          | Faldende stjerner          | Ikke kvalificeret  | Ikke kvalificeret  | 17                 | 33                 |
| 2017               | SunStroke Project               | "Hey Mamma!"        | Engelsk          | Hej mor!                   | 3                  | 374                | 2                  | 291                |
| 2018               | DoReDoS                         | "My Lucky Day"      | Engelsk          | Min heldige dag            | 10                 | 209                | 3                  | 235                |
| 2019               | Anna Odobescu                   | "Stay"              | Engelsk          | Bliv                       | Ikke kvalificeret  | Ikke kvalificeret  | 12                 | 85                 |
| 2020               | Natalia Gordienko               | "Prison"            | Engelsk          | Fængsel                    | Konkurrence aflyst | Konkurrence aflyst | Konkurrence aflyst | Konkurrence aflyst |
| 2021               | Natalia Gordienko               | "Sugar"             | Engelsk          | Sukker                     | 13                 | 115                | 7                  | 179                |
| 2022               | Zdob și Zdub & Advahov Brothers | "Trenulețul"        | Rumænsk, engelsk | Tog                        | 7                  | 253                | 8                  | 154                |
| 2023               | Pasha Parfeni                   | "Soarele și luna"   | Rumænsk          | Solen og månen             | 18                 | 96                 | 5                  | 109                |
| 2024               | Natalia Barbu                   | "In the Middle"     | Engelsk          | I midten                   | Ikke kvalificeret  | Ikke kvalificeret  | 13                 | 20                 |
| Deltog ikke i 2025 |                                 |                     |                  |                            |                    |                    |                    |                    |

## Pointstatistik (2005-2024)

### Flest point til og fra - top 5
NB: Kun point givet i finalerne er talt med.
| Moldova har givet flest point til | Moldova har givet flest point til | Moldova har givet flest point til |
| Placering                         | Land                              | Point                             |
| --------------------------------- | --------------------------------- | --------------------------------- |
| 1                                 | Ukraine                           | 193                               |
| 2                                 | Rumænien                          | 159                               |
| 3                                 | Rusland                           | 148                               |
| 4                                 | Aserbajdsjan                      | 103                               |
| 5                                 | Sverige                           | 100                               |

| Moldova har modtaget flest point fra | Moldova har modtaget flest point fra | Moldova har modtaget flest point fra |
| Placering                            | Land                                 | Point                                |
| ------------------------------------ | ------------------------------------ | ------------------------------------ |
| 1                                    | Rumænien                             | 182                                  |
| 2                                    | Portugal                             | 100                                  |
| 3                                    | Ukraine                              | 83                                   |
| 4                                    | Rusland                              | 79                                   |
| 5                                    | Italien                              | 75                                   |

### 12 point til og fra
NB: Kun 12 point givet i finalerne er talt med.
| Moldova har modtaget 12 point fra | Moldova har modtaget 12 point fra | Moldova har modtaget 12 point fra                |
| År                                | Jury                              | Televoting                                       |
| --------------------------------- | --------------------------------- | ------------------------------------------------ |
| 2005                              | Rumænien, Ukraine                 | Ingen separat televoting                         |
| 2006                              | Rumænien                          | Ingen separat televoting                         |
| 2007                              | Rumænien                          | Ingen separat televoting                         |
| 2009                              | Portugal, Rumænien                | Ingen separat televoting                         |
| 2011                              | Rumænien                          | Ingen separat televoting                         |
| 2012                              | Rumænien                          | Ingen separat televoting                         |
| 2013                              | Rumænien                          | Ingen separat televoting                         |
| 2017                              | Aserbajdsjan, Australien          | Australien, Italien, Portugal, Rumænien, Ukraine |
| 2018                              | Rusland                           | Rumænien, Rusland                                |
| 2021                              | Bulgarien, Rusland                | Rumænien, Tjekkiet                               |
| 2022                              | Modtog ikke 12 point              | Rumænien, Serbien                                |
| 2023                              | Modtog ikke 12 point              | Italien, Rumænien                                |

| Moldova har givet 12 point til | Moldova har givet 12 point til | Moldova har givet 12 point til |
| År                             | Jury                           | Televoting                     |
| ------------------------------ | ------------------------------ | ------------------------------ |
| 2005                           | Letland                        | Ingen separat televoting       |
| 2006                           | Rumænien                       | Ingen separat televoting       |
| 2007                           | Rumænien                       | Ingen separat televoting       |
| 2008                           | Rumænien                       | Ingen separat televoting       |
| 2009                           | Rumænien                       | Ingen separat televoting       |
| 2010                           | Rumænien                       | Ingen separat televoting       |
| 2011                           | Rumænien                       | Ingen separat televoting       |
| 2012                           | Rumænien                       | Ingen separat televoting       |
| 2013                           | Ukraine                        | Ingen separat televoting       |
| 2014                           | Rumænien                       | Ingen separat televoting       |
| 2015                           | Rumænien                       | Ingen separat televoting       |
| 2016                           | Ukraine                        | Rusland                        |
| 2017                           | Rumænien                       | Rumænien                       |
| 2018                           | Estland                        | Israel                         |
| 2019                           | Nordmakedonien                 | Rusland                        |
| 2021                           | Bulgarien                      | Rusland                        |
| 2022                           | Ukraine                        | Ukraine                        |
| 2023                           | Sverige                        | Ukraine                        |
| 2024                           | Ukraine                        | Ukraine                        |

### Flest point til og fra - alle lande
NB: Kun point givet i finalerne er talt med.
| Moldova har givet point til | Moldova har givet point til | Moldova har givet point til |
| Placering                   | Land                        | Point                       |
| --------------------------- | --------------------------- | --------------------------- |
| 1                           | Ukraine                     | 193                         |
| 2                           | Rumænien                    | 159                         |
| 3                           | Rusland                     | 148                         |
| 4                           | Aserbajdsjan                | 103                         |
| 5                           | Sverige                     | 100                         |
| 6                           | Italien                     | 66                          |
| 7                           | Israel                      | 65                          |
| 8                           | Australien                  | 51                          |
| 9                           | Norge                       | 50                          |
| 10                          | Estland                     | 47                          |
| =                           | Grækenland                  | 47                          |
| 12                          | Bulgarien                   | 46                          |
| 13                          | Armenien                    | 44                          |
| 14                          | Frankrig                    | 37                          |
| 15                          | Schweiz                     | 30                          |
| 16                          | Portugal                    | 29                          |
| 17                          | Georgien                    | 27                          |
| =                           | Spanien                     | 27                          |
| 19                          | Hviderusland                | 26                          |
| 20                          | Cypern                      | 23                          |
| 21                          | Litauen                     | 22                          |
| 22                          | Finland                     | 18                          |
| =                           | Kroatien                    | 18                          |
| =                           | Storbritannien              | 18                          |
| 25                          | Tjekkiet                    | 17                          |
| 26                          | Østrig                      | 16                          |
| 27                          | Danmark                     | 15                          |
| =                           | Letland                     | 15                          |
| 29                          | Belgien                     | 13                          |
| 30                          | Nordmakedonien              | 12                          |
| 31                          | Malta                       | 11                          |
| 32                          | Holland                     | 10                          |
| =                           | Tyskland                    | 10                          |
| 34                          | Island                      | 9                           |
| =                           | San Marino                  | 9                           |
| =                           | Serbien                     | 9                           |
| 37                          | Ungarn                      | 8                           |
| 38                          | Polen                       | 6                           |
| 39                          | Bosnien-Hercegovina         | 5                           |
| 40                          | Irland                      | 2                           |
| =                           | Luxembourg                  | 2                           |
| 42                          | Albanien                    | 1                           |
| =                           | Serbien og Montenegro       | 1                           |
| =                           | Tyrkiet                     | 1                           |
| 45                          | Andorra                     | 0                           |
| =                           | Jugoslavien                 | 0                           |
| =                           | Marokko                     | 0                           |
| =                           | Monaco                      | 0                           |
| =                           | Montenegro                  | 0                           |
| =                           | Slovakiet                   | 0                           |
| =                           | Slovenien                   | 0                           |

| Moldova har modtaget point fra | Moldova har modtaget point fra | Moldova har modtaget point fra |
| Placering                      | Land                           | Point                          |
| ------------------------------ | ------------------------------ | ------------------------------ |
| 1                              | Rumænien                       | 182                            |
| 2                              | Portugal                       | 100                            |
| 3                              | Ukraine                        | 83                             |
| 4                              | Rusland                        | 79                             |
| 5                              | Italien                        | 75                             |
| 6                              | Grækenland                     | 63                             |
| 7                              | Aserbajdsjan                   | 61                             |
| 8                              | Hviderusland                   | 51                             |
| 9                              | Bulgarien                      | 50                             |
| 10                             | Frankrig                       | 48                             |
| 11                             | San Marino                     | 46                             |
| 12                             | Spanien                        | 45                             |
| 13                             | Israel                         | 44                             |
| 14                             | Serbien                        | 39                             |
| =                              | Tjekkiet                       | 39                             |
| 16                             | Armenien                       | 36                             |
| 17                             | Storbritannien                 | 35                             |
| 18                             | Australien                     | 33                             |
| =                              | Irland                         | 33                             |
| 20                             | Letland                        | 31                             |
| =                              | Litauen                        | 31                             |
| 22                             | Nordmakedonien                 | 29                             |
| 23                             | Kroatien                       | 28                             |
| 24                             | Polen                          | 27                             |
| 25                             | Montenegro                     | 26                             |
| 26                             | Georgien                       | 25                             |
| 27                             | Belgien                        | 24                             |
| =                              | Danmark                        | 24                             |
| =                              | Norge                          | 24                             |
| 30                             | Slovenien                      | 23                             |
| =                              | Ungarn                         | 23                             |
| 32                             | Tyrkiet                        | 22                             |
| =                              | Tyskland                       | 22                             |
| 34                             | Cypern                         | 21                             |
| 35                             | Finland                        | 20                             |
| =                              | Island                         | 20                             |
| =                              | Østrig                         | 20                             |
| 38                             | Sverige                        | 18                             |
| 39                             | Estland                        | 17                             |
| =                              | Holland                        | 17                             |
| 41                             | Albanien                       | 10                             |
| 42                             | Schweiz                        | 6                              |
| 43                             | Serbien og Montenegro          | 5                              |
| =                              | Slovakiet                      | 5                              |
| 45                             | Andorra                        | 4                              |
| =                              | Bosnien-Hercegovina            | 4                              |
| 47                             | Malta                          | 3                              |
| 48                             | Jugoslavien                    | 0                              |
| =                              | Luxembourg                     | 0                              |
| =                              | Marokko                        | 0                              |
| =                              | Monaco                         | 0                              |

## Kommentatorer og jurytalsmænd
| År   | Kommentator                       | Jurytalsmand      |
| ---- | --------------------------------- | ----------------- |
| 2005 | Vitalie Rotaru                    | Elena Camerzan    |
| 2006 | Vitalie Rotaru                    | Svetlana Cocoș    |
| 2007 | Vitalie Rotaru                    | Andrei Porubin    |
| 2008 | Lucia Danu & Vitalie Rotaru       | Vitalie Rotaru    |
| 2009 | Rosalina Rusu & Andrei Sava       | Sandu Leancă      |
| 2010 | Marcel Spătari                    | Tania Cerga       |
| 2011 | Marcel Spătari                    | Geta Burlacu      |
| 2012 | Marcel Spătari                    | Olivia Furtună    |
| 2013 | Lidia Scarlat                     | Olivia Furtună    |
| 2014 | Daniela Babici                    | Olivia Furtună    |
| 2015 | Daniela Babici                    | Olivia Furtună    |
| 2016 | Gloria Gorceag                    | Olivia Furtună    |
| 2017 | Gloria Gorceag                    | Gloria Gorceag    |
| 2018 | Djulieta Ardovan                  | Djulieta Ardovan  |
| 2019 | Doina Stimpovschi & Daniela Crudu | Doina Stimpovschi |
| 2021 | Doina Stimpovschi                 | Sergey Stepanov   |
| 2022 | Ion Jalbă & Daniela Crudu         | Elena Bancila     |
| 2023 | Ion Jalbă & Daniela Crudu         | Doina Stimpovschi |
| 2024 | Ion Jalbă & Elena Stegari         | Doina Stimpovschi |

## Galleri
- Geta Burlacu i Beograd (2008)